# Szczepan Kowalski
Szczepan Kowalski (ur. 1947 w Janiszewie koło Radomia) – właściciel zakładu kamieniarskiego „KAMAR” założonego w 1969 roku. Odznaczony Orderem Uśmiechu.
Członek Zarządu Izby Przemysłowo–Handlowej, Przewodniczący Koła Przyjaciół Harcerstwa „Starówka” w Radomiu. Odznaczony Srebrnym Krzyżem Zasługi, Złotym Medalem „Opiekuna Miejsc Pamięci Narodowej”, Złotym Krzyżem „Za zasługi dla ZHP”, Złotą odznaką „Za opiekę nad zabytkami”, Srebrnym Medalem „Za zasługi dla obronności kraju”, Orderem Uśmiechu 28 listopada 1997 r. Członek Międzynarodowej Kapituły Orderu Uśmiechu.